# Паркуль
Парку́ль (фр. Parcoul) — коммуна во Франции, находится в регионе Аквитания. Департамент — Дордонь. Входит в состав кантона Монпон-Менестероль. Округ коммуны — Перигё.
Код INSEE коммуны — 24316.

## География

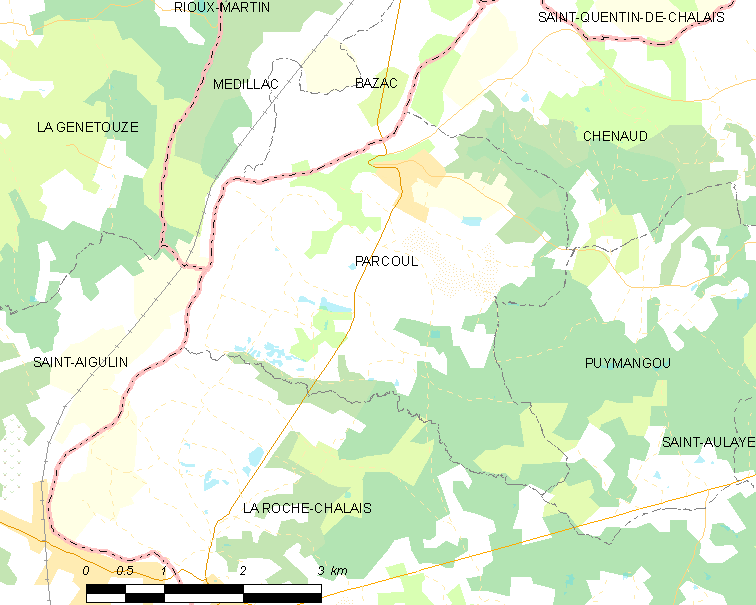
Карта коммуны

Коммуна расположена приблизительно в 450 км к юго-западу от Парижа, в 65 км северо-восточнее Бордо, в 55 км к западу от Перигё.
На западе коммуны протекает река Дрон.

### Климат
Климат умеренный океанический со средним уровнем осадков, которые выпадают преимущественно зимой. Лето здесь долгое и тёплое, однако также довольно влажное, здесь не бывает регулярных периодов летней засухи. Средняя температура января — 5 °C, июля — 18 °C. Изредка вследствие стечения неблагоприятных погодных условий может наблюдаться непродолжительная засуха или случаются поздние заморозки. Климат меняется очень часто, как в течение сезона, так и год от года.

## Население
Население коммуны на 2010 год составляло 375 человек.
| 1962 | 1968 | 1975 | 1982 | 1990 | 1999 | 2010 |
| ---- | ---- | ---- | ---- | ---- | ---- | ---- |
| 474  | 432  | 421  | 377  | 363  | 411  | 375  |

## Администрация
| Период | Период | Фамилия        | Партия       | Примечания                   |
| ------ | ------ | -------------- | ------------ | ---------------------------- |
| 1995   | 2020   | Жан-Жак Жандро | Разные левые | фермер, генеральный советник |

## Экономика
В 2010 году среди 213 человек трудоспособного возраста (15-64 лет) 143 были экономически активными, 70 — неактивными (показатель активности — 67,1 %, в 1999 году было 61,8 %). Из 143 активных жителей работали 132 человека (75 мужчин и 57 женщин), безработных было 11 (3 мужчин и 8 женщин). Среди 70 неактивных 17 человек были учениками или студентами, 23 — пенсионерами, 30 были неактивными по другим причинам.

## Достопримечательности
- Церковь Св. Мартина (XII век). Исторический памятник с 1979 года[5]
- Замок Паркуль (XVI век)

## Фотогалерея

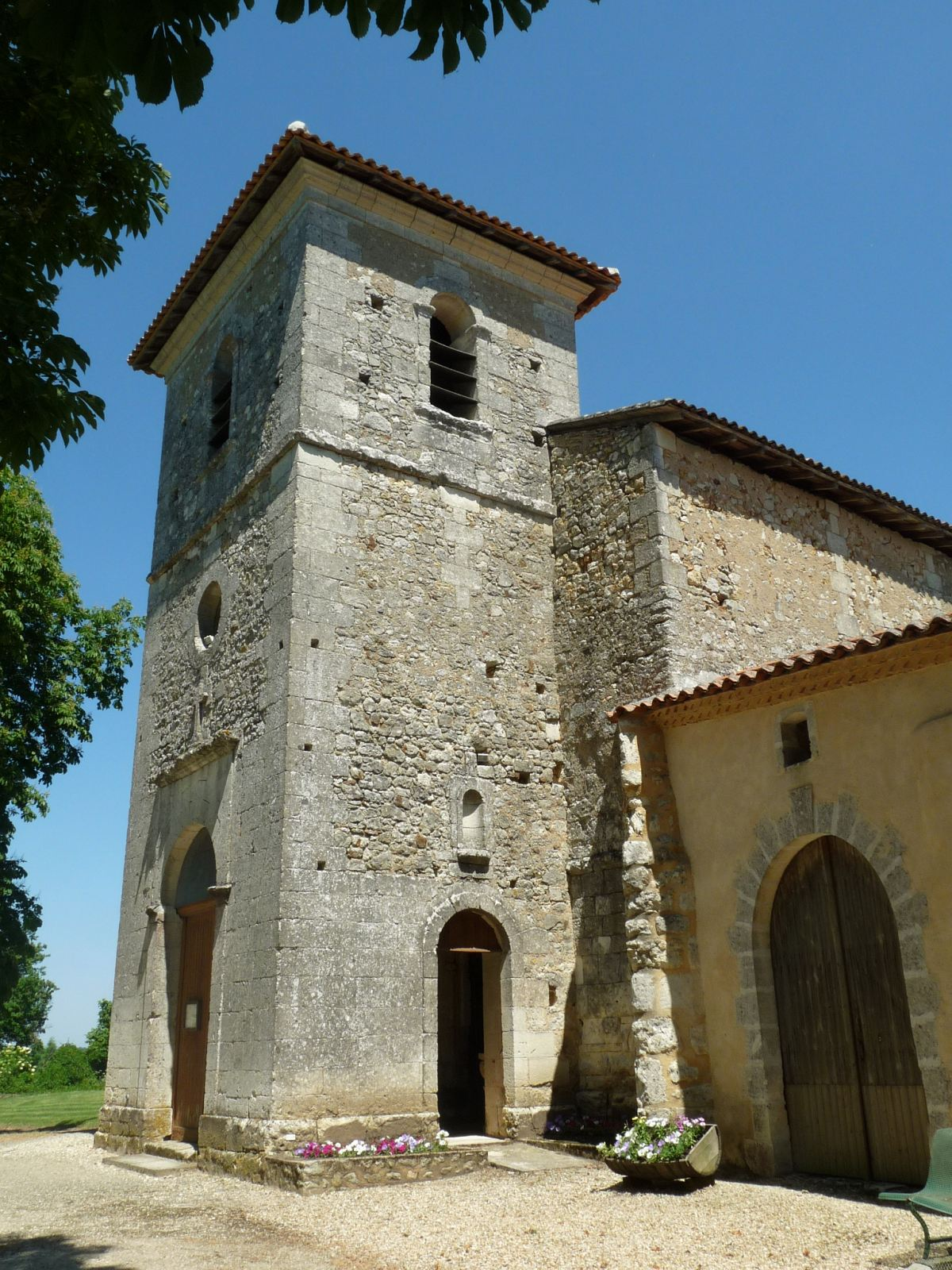
Церковь Св. Мартина
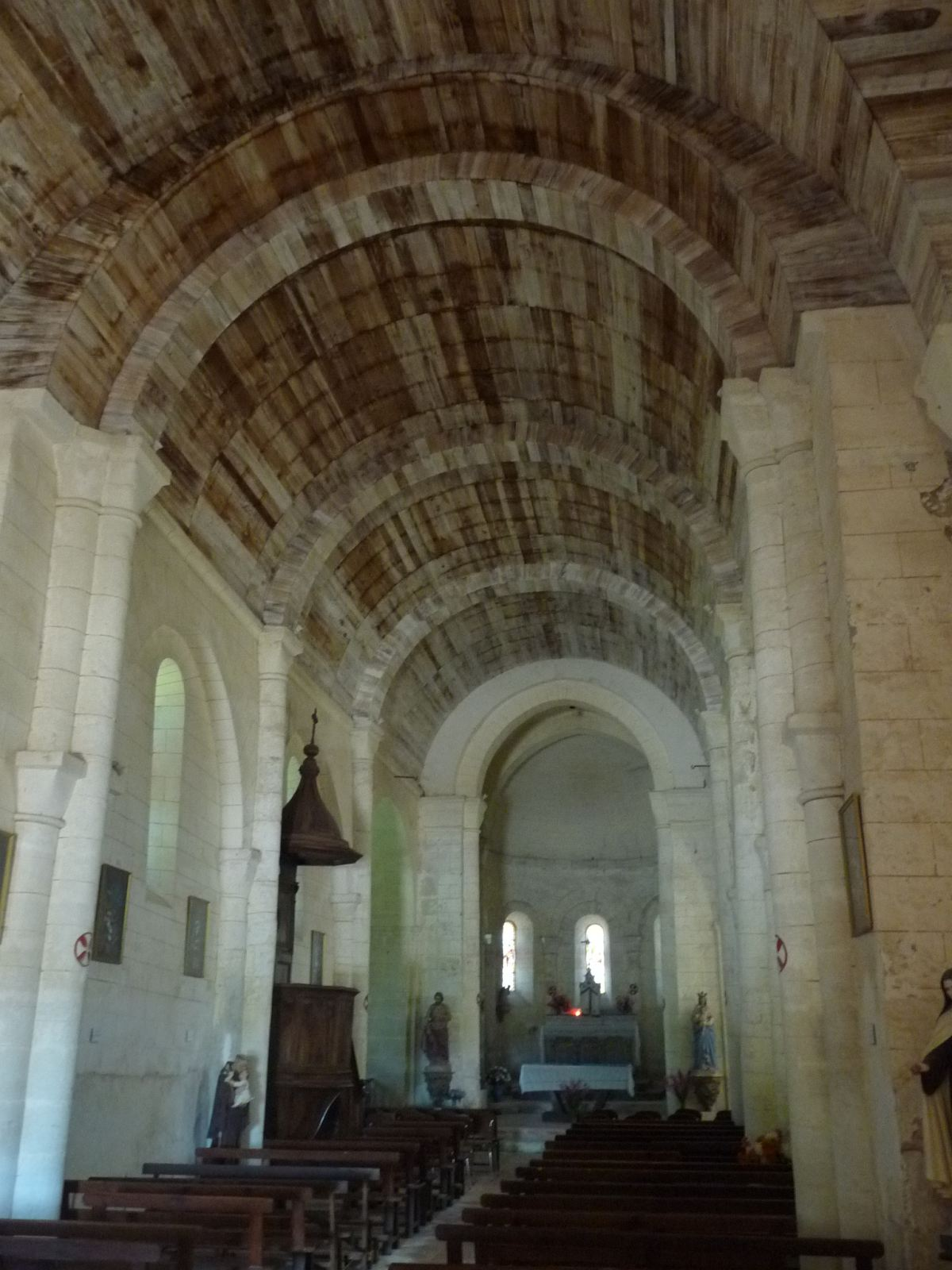
Интерьер церкви Св. Мартина
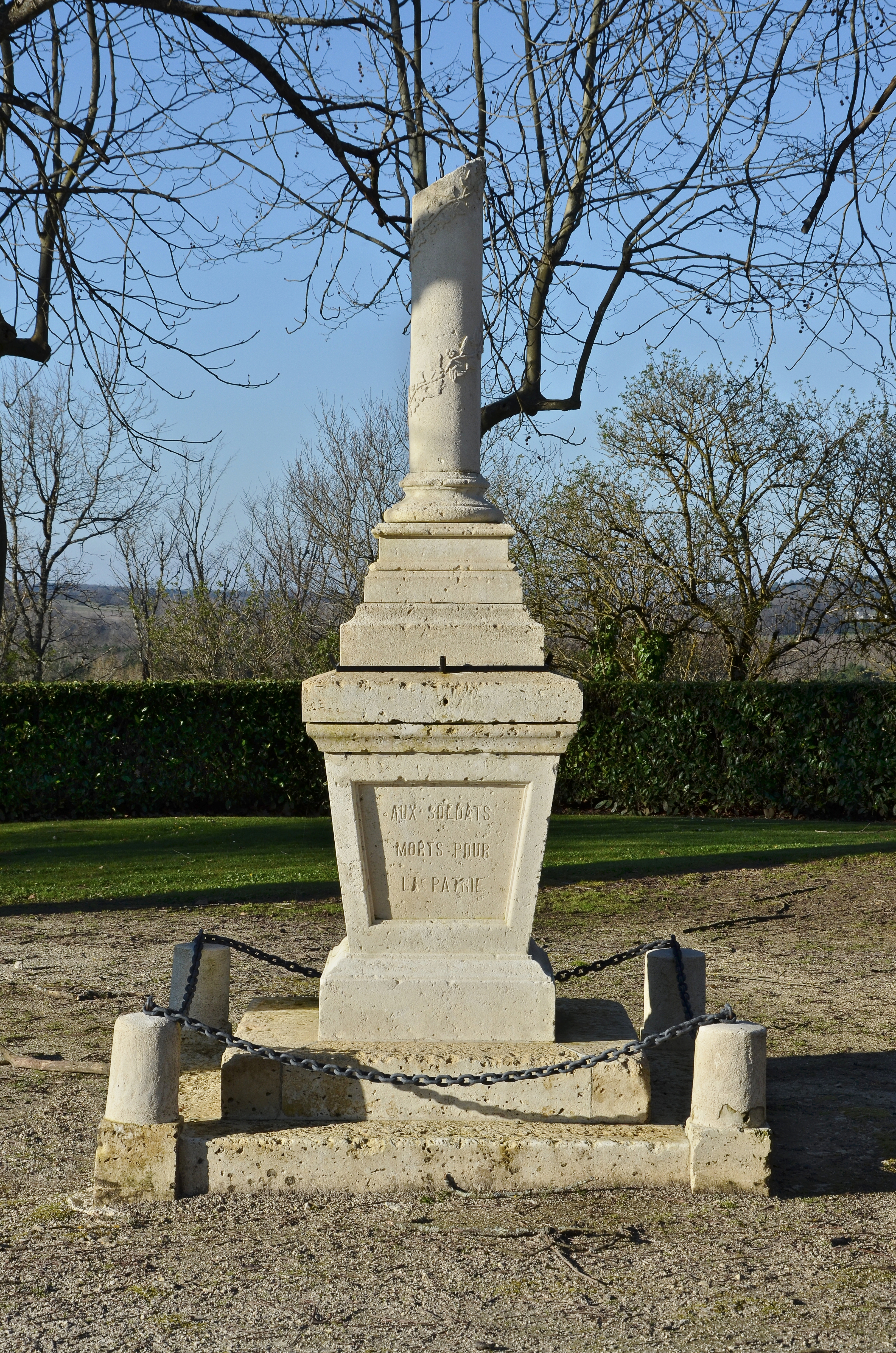
Военный мемориал
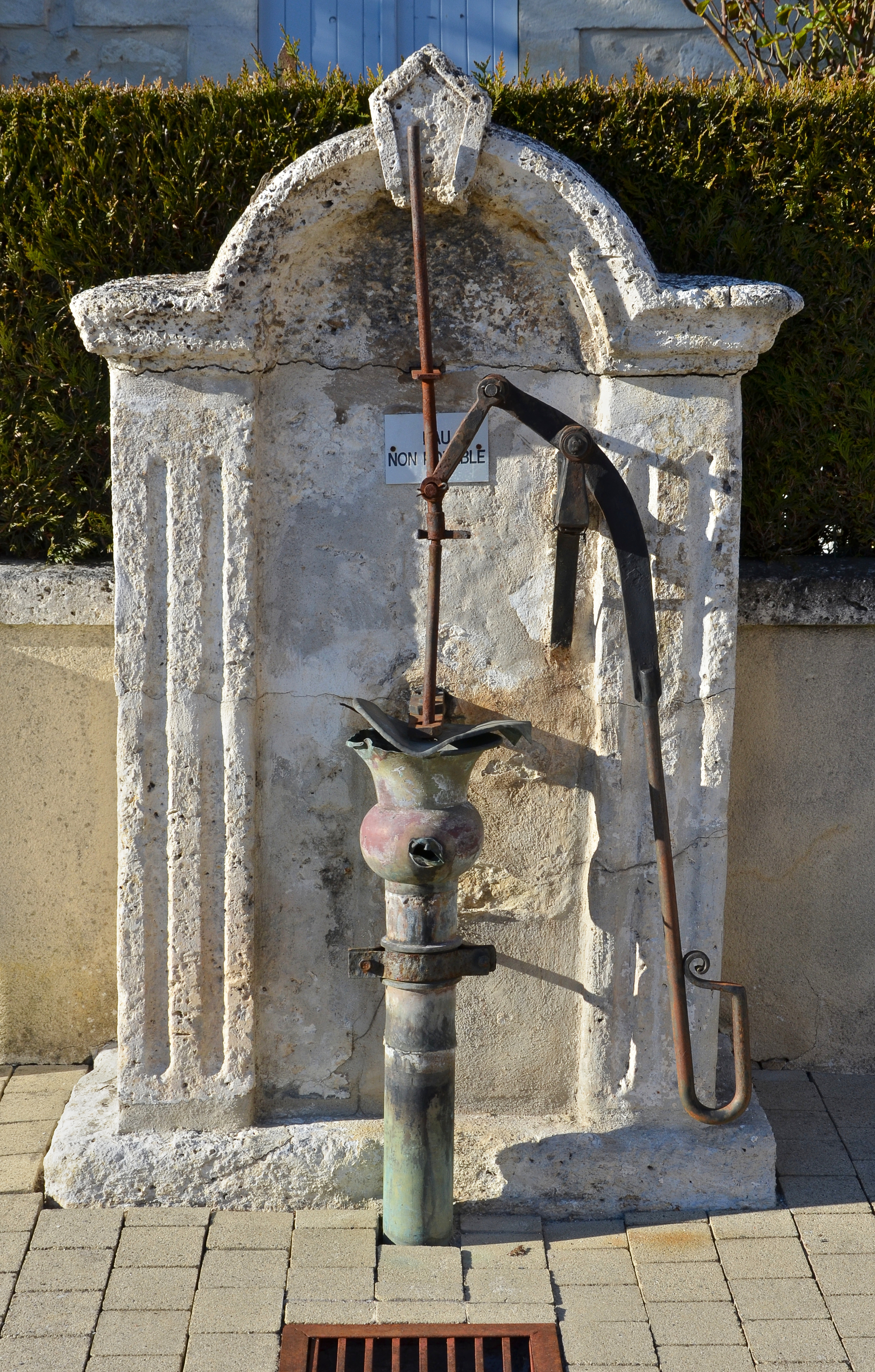
Колонка